# 板取村立白谷小学校
板取村立白谷小学校 （いたどりそんりつ しらたにしょうがっこう）は、かつて岐阜県武儀郡板取村（現・関市）に存在した公立小学校。

## 概要
- 旧・武儀郡板取村の南部（白谷など）の小学校であった。1968年、門出小学校（同時に板取第一小学校に改称）に統合され廃校。

## 沿革
- 1873年（明治6年） - 武儀郡板取村白谷に新盛学校が開校。
- 1886年（明治19年） - 白谷簡易小学校に改称する。
- 1890年（明治23年） - 白谷尋常小学校に改称する。
- 1919年（大正8年） - 新築移転。
- 1941年（昭和16年）4月1日 - 白谷国民学校に改称する。
- 1947年（昭和22年）4月1日 - 板取村立白谷小学校に改称する。
- 1965年（昭和40年） - 校舎を新築。
- 1968年（昭和43年）3月 - 門出小学校に統合され廃校。